# Bierbais
Bierbais is een dorp dat gelegen is in de deelgemeente Hévillers van de Waals-Brabantse gemeente Mont-Saint-Guibert.

## Toponymie
Bierbais is een verbastering van Bierbeek naar de uit die plaats afkomstige familie die tot eind 14e eeuw hier de heer was maar vervolgens uitstierf.

## Bezienswaardigheden
- De Moulin de Bierbais is een bovenslagmolen op de Houssière.
- Het Kasteel van Bierbais. Eind 12e eeuw zetelde hier de adellijke familie de Bierbeek, afkomstig van Bierbeek. Een donjon (omstreeks 1200) en een gotische hofkapel (late 13e eeuw) zijn uit die tijd. Eind 18e eeuw werd een classicistisch kasteel gebouwd. Het geheel ligt in een park waar ook de Orne en de Houssière samenvloeien.

## Natuur en landschap
Bierbais ligt aan de samenvloeiing van de Orne en de Houssière. Hoewel behorend tot Hévillers is het vastgebouwd aan de kerk van Mont-Saint-Guibert. De hoogte aan de kerk bedraagt 91 meter.